# Кофидис, Матфеос
Матфе́ос Кофи́дис (греч. Ματθαίος Κωφίδης; 22 марта 1855, Ликаст', Чорум, Османская империя — 1921, Амасья, Османская империя) — греческий предприниматель и политик, член парламента Османской империи от вилайета Трапезунд (1908—1918). В 1921 году стал жертвой геноцида понтийских греков, когда наряду с другими известными греками Понта был повешен кемалистами, — представителями турецкого национального движения, главным идеологом которого был Мустафа Кемаль (позднее — Ататюрк).

## Биография
Родился 22 марта 1855 года в деревне Ликаст' (Чорум, Османская империя). Позднее перебрался в Трапезунд, где присоединился к табачной монополии.
В 1908—1918 — член парламента Османской империи (три срока подряд). Первоначально участвовал в младотурецком движении. Кофидис, а также ряд православных граждан Османской империи надеялись на то, что оно поддержит различные местные этнорелигиозные группы. Однако вскоре стала очевидна конечная цель младотурок, заключавшаяся в реализации различных способов этнических чисток и геноцида, к осуществлению которых они приступили в последующие годы.
Представляемый Кофидисом в парламенте район серьёзно пострадал в результате политики этнических чисток. Сам он был одним из греческих представителей в парламенте, энергично протестовавших и требовавших решительных мер для прекращения продолжавшегося геноцида. В сложившихся условиях Кофидис с большой осторожностью пытался урегулировать ситуацию и по мере возможности вёл переговоры с османскими властями.
В 1917 году на непродолжительный период заменил епископа Трапезундского Хрисанфа в его нецерковных функциях. В 1920 году Кофидис отказался взять на себя роль лидера вооружённой партизанской борьбы в Понте, опасаясь того, что оно может спровоцировать ответные меры со стороны членов турецкого национального движения, которые разрушат Трапезунд.

### Казни в Амасии
В середине 1921 года большая часть местного православного мужского населения была депортирована и направлена в трудовые батальоны в Эрзерум. Сын Кофидиса был убит во время депортации. В этот период турецкое национальное движение, проводившее специальные суды в Амасьи под контролем Мустафы Кемаля, приговорило Кофидиса к смертной казни через повешение. Эта же участь постигла и других видных деятелей местной греческой общины, главным образом политиков, предпринимателей и религиозных деятелей, среди которых был журналист и газетный издатель Никос Капетанидис. Всех их обвинили в участии в создании Республики Понт.
Казнь Кофидиса возмутила даже мусульманское население Трапезунда, отказавшееся передать в руки турецких националистов Кемаля дополнительное число греков.